# David Williamson, barone di Horton
David Francis Williamson, barone di Horton (8 maggio 1934 – 30 agosto 2015), è stato un politico inglese.

## Biografia
Studiò alla Tonbridge School e al Exeter College di Oxford. 

## Carriera
Servì nel Royal Signals (1956-1958). Sposò Patricia Smith nel 1961. La coppia ebbe due figli.
Ha iniziato la sua carriera politica nel 1958 presso il Ministero dell'Agricoltura, della Pesca e dell'Alimentazione, diventando capo di gabinetto del ministro nel 1967. Fu vice direttore generale dell'Agricoltura nella Commissione europea (1977-1983) e segretario generale della Commissione europea (1987-1997). Tornò nel Regno Unito per ricoprire la carica di vice segretario e capo del Segretariato europeo nel Cabinet Office (1983-1987).
Dopo aver lasciato Bruxelles, Williamson è diventato un pari, il 5 febbraio 1999, con il titolo di  barone Williamson di Horton e attualmente siede nella Camera dei lord. 
Nel 2007 prestò giuramento nel Consiglio privato.